# Marion Heinrich
Marion Heinrich (* 1946 oder 1947) ist ein deutsches Fotomodell, ehemalige Schönheitskönigin sowie heute Unternehmerin.

## Leben
1966 wurde die damalige Textilfachschülerin aus Mönchengladbach zur Miss Nordrhein-Westfalen und im gleichen Jahr in Berlin zur Miss Germany gewählt. Ausschlaggebend für ihren Erfolg war ihr seinerzeit gefragter südländischer Typ (üppig, sinnlich, dunkelhaarig). Von der Presse wurde sie mit der italienischen Schauspielerin Gina Lollobrigida verglichen. Bei der Wahl zur Miss Universe am 16. Juli 1966 in Miami Beach (Florida, USA) erreichte sie das Halbfinale. Von Hans-Joachim Kulenkampff bekam sie das Angebot, als seine Assistentin in der Quiz-Sendung Einer wird gewinnen aufzutreten.
Marion Heinrich lebt heute in München, wo sie in der Residenzstraße, Falckenbergstraße und Hochbrückenstraße drei im Zentrum der Stadt liegende Modehäuser besitzt.